# 2531 Кембридж
2531 Кембридж (2531 Cambridge) — астероїд головного поясу, відкритий 11 червня 1980 року.
Тіссеранів параметр щодо Юпітера — 3,220.